# Prinsessen på ærten (film fra 1977)
 For alternative betydninger, se Prinsessen på ærten (flertydig). (Se også artikler, som begynder med Prinsessen på ærten)
Prinsessen på ærten (russisk: Принцесса на горошине) er en sovjetisk spillefilm fra 1977 af Boris Rytsarev.

## Medvirkende
- Irina Malysjeva
- Andrej Podosjan
- Irina Jurevtj
- Innokentij Smoktunovskij
- Alisa Freindlikh